# Томештій Векь
Томештій Векь (рум. Tomeștii Vechi) — село у Глоденському районі Молдови. Входить до складу комуни, адміністративним центром якої є село Балатіна.

## Населення
За даними перепису населення 2004 року у селі проживали 40 осіб.
Національний склад населення села:
| Національність | Кількість осіб | Відсоток |
| -------------- | -------------- | -------- |
| молдавани      | 37             | 92,5%    |
| росіяни        | 3              | 7,5%     |
| Всього         | 40             | 100%     |